# Alak

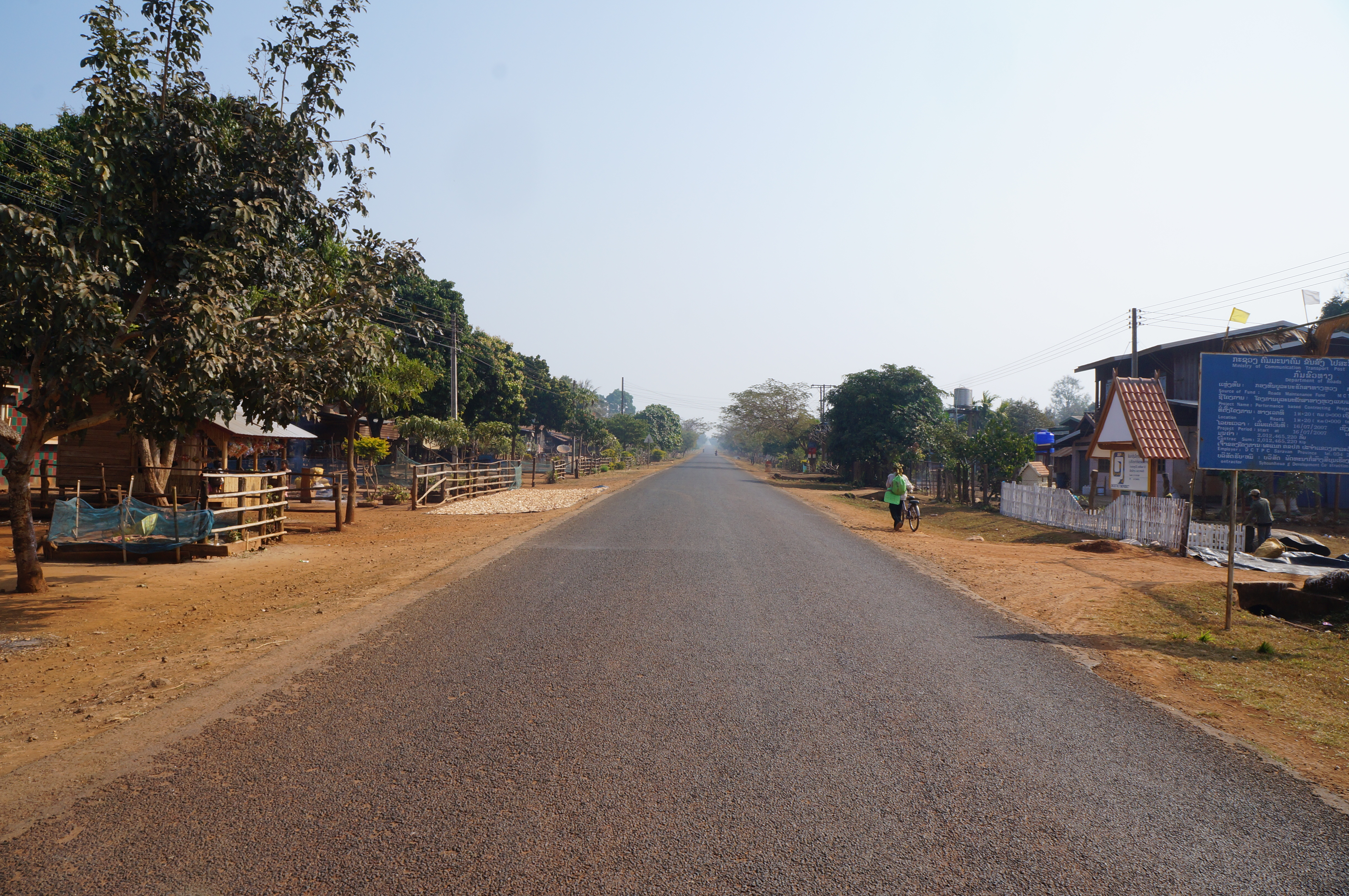
Route principale du Plateau des Bolovens

Les Alak sont un peuple de la branche môn-khmère du Sud (voir Langues môn-khmer) du Laos.
Le Laos comprend 47 groupes ethniques différents regroupés en trois grandes familles: les Lao Theung, les Lao Soung  et les Thai-Kadai (voir langues tai-kadai). Les Lao Theung (Lao d'en haut) sont bien souvent appelés les khas (ou khâs, esclave). Ils vivent dans les montagnes de moyenne altitude (entre 300 m et 900 m) sur le plateau des Bolovens au Laos. On y trouve les sous-groupes constitués  de quelques Laven, Katu, Katang, Alak de la branche môn-khmère du Sud.

## Les Alak
On sait peu de choses de l'histoire des Alak encore orthographié Hrlak, sinon qu'ils sont  d'origine austro-asiatique. Leur langue alak môn-Khmer, permet de situer leurs origines vraisemblablement dans les hauts plateaux du centre Vietnam. Encore, aujourd'hui leur niveau de vie reste inférieur à celui des autres groupes ethniques. Les Lao Theung étaient souvent appelés khâ, un terme péjoratif signifiant esclave, qui reflétait leur statut social

### Habitat

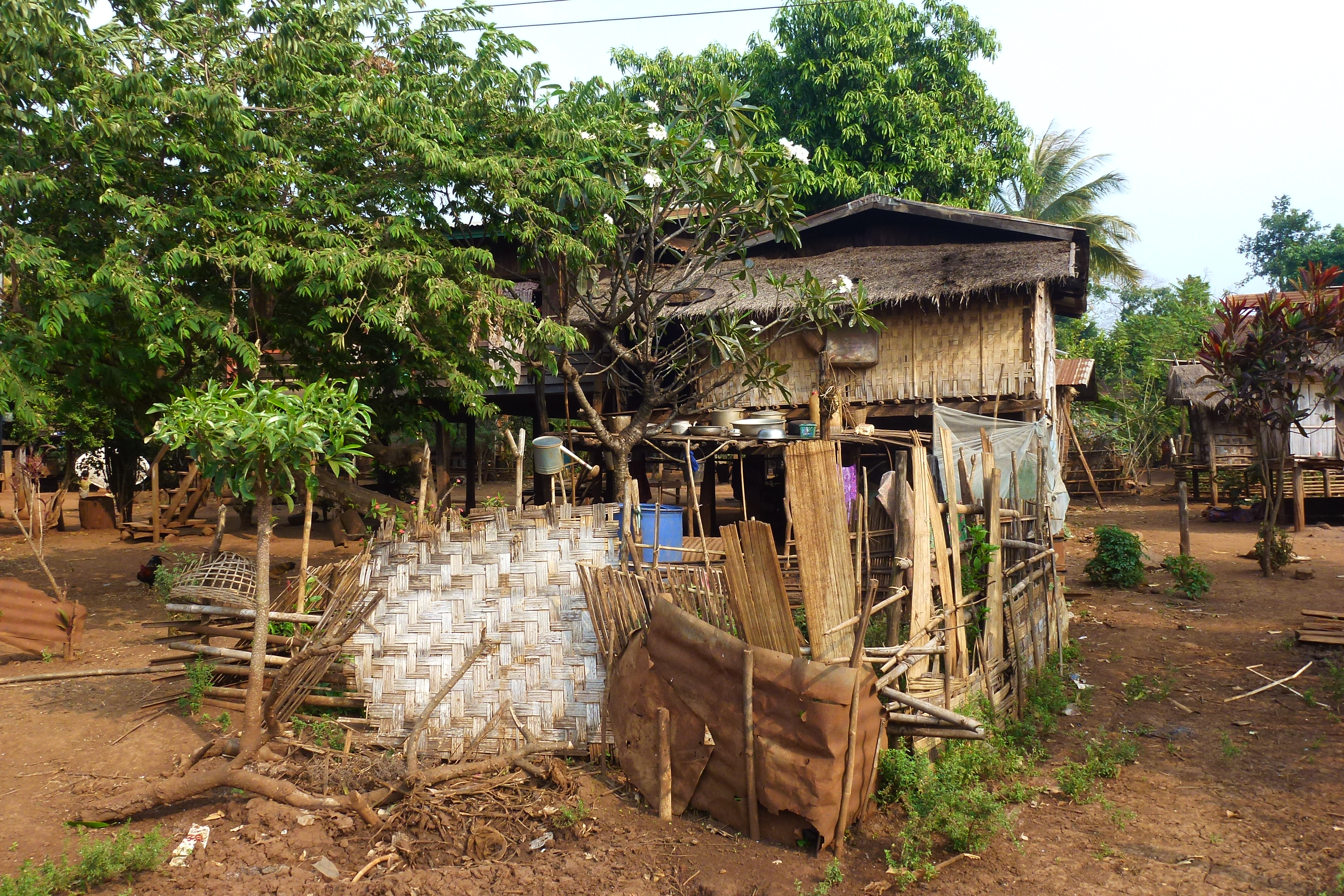
Le village Alak de Houayhe (Laos)

De nos jours, la plupart des Alak vivent dans des villages dispersés de dix à soixante maisons, construites traditionnellement autour d'une maison communale. Leurs maisons sont construites sur des pilotis montant à un mètre du sol.

### Agriculture

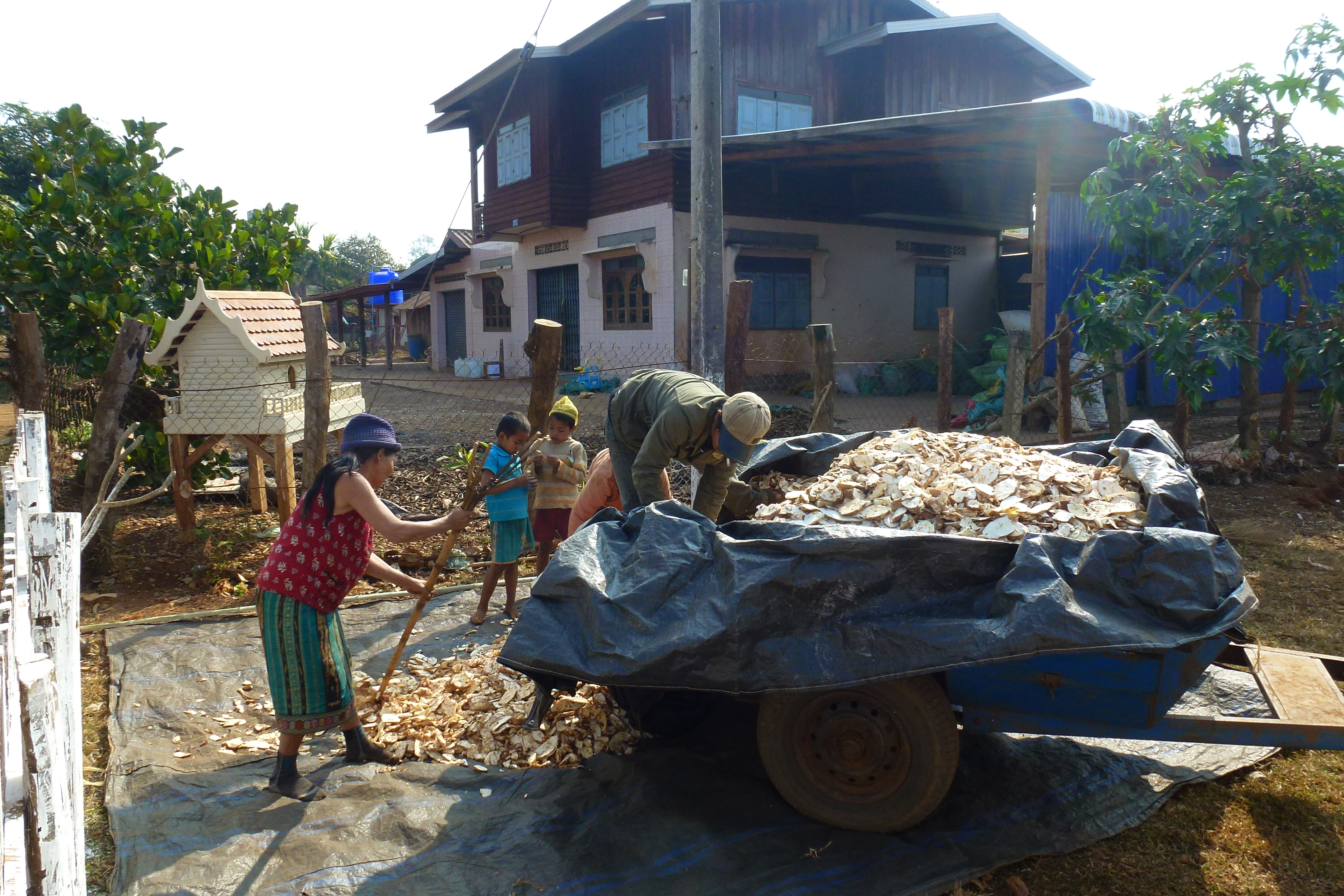
Travaux agricoles sur le Plateau des Bolovens

Le régime principal et l'aliment de base sont le riz, cultivés selon la méthode culture sur brûlis, bien que le petit gibier, le poisson et diverses plantes et champignons fournissent de la nourriture supplémentaire.

### Religion
Les croyances religieuses impliquent une série d'êtres surnaturels, y compris des esprits de montagnes, de forêts et d'autres caractéristiques naturelles. La plupart des villages ont un shaman qui aide à guérir les malades et à prédire l'avenir du village. Les morts sont généralement enterrés dans des cimetières implantés dans la forêt.

## Personnalités
La domination coloniale française tend à renforcer la position des Lao des plaines, à la fois en leur accordant l'accès à l'éducation et en les désignant communément comme gouverneurs de district et de province, indépendamment de la composition ethnique d'une région.
Au début des années 1900, les groupes Lao Theung et Lao Sung ont mené plusieurs rébellions contre les autorités lao-thaïlandaises et l'autorité française+, mais tous ont finalement été réprimés, laissant des tensions non résolues. Deux personnages influents ont joué un rôle incontestable dans ces rébellions.
- Ong Keo naquit à Paktai, Muang, une  partie de la province de Champasak, aujourd'hui ce village est rattaché à la province de Sekong. Ong Keo préconisait la révolution afin de se libérer de l'oppression française. Il devint le chef des tribus Mon-Khmer du sud du Laos qui luttaient pour leur indépendance.  En 1910, le commissaire français de Saravane, Jean-Jacques Dauplay, a ordonné qu'il soit tué pour son attitude arrogante.
- Ong Kommandam (également Ong Kommadam) était le confident d'Ong Keo. Également visé dans l'attentat où Ong Keo fut abattu, il en réchappa, et rapidement il reprit le commandement des Alak dans leur lutte de l'indépendance pour leur pays. Il lui succéda, avec succès, en réunifiant les minorités montagnardes du sud du Laos. En 1936, il perdit la vie en étant victime a son tour d'un attentat.

De 1901 à 1936 se déroule une rébellion du saint homme (bouddhiste) (Révolte des Bolovens), engagée par Ong Keo (en) (?-1910) et poursuivie par Ong Kommandam (en) (ou Kommadam), (?-1936), tous deux d'origine alak. Cette révolte de Kha est étudiée par Geoffrey C. Gunn dans Rebellion in Laos (1990).
La notion de zomia permet de mieux appréhender une partie des conflits, pré-coloniaux, coloniaux et post-coloniaux, d'antagonismes et de complémentarités entre des zones (basses terres) sous contrôle gouvernemental à économie de riziculture irriguée et zones (hautes terres) hors contrôle gouvernemental : Zomia (2009).